# Facundo Díaz Acosta
Facundo Díaz Acosta (født 15. december 2000 i Buenos Aires, Argentina) er en professionel tennisspiller fra Argentina.